# Оператор повного моменту
Опера́тор по́вного моме́нту квантовомеханічної частки {\displaystyle {\hat {\mathbf {J} }}} визначається як сума оператора кутового моменту й оператора спіну
{\displaystyle {\hat {\mathbf {J} }}={\hat {\mathbf {L} }}+{\hat {\mathbf {S} }}}
В цій формулі оператори кутового моменту й спіну системи можуть бути сумою відповідних операторів складових частин.
В залежності від сумарного спіну системи повний момент може бути цілим і напівцілим.

## Власні значення й власні вектори
Оскільки оператори спіну й кутового моменту діють на різні змінні, то вони комутують між собою. У такому випадку оператор повного моменту й оператори кутового моменту й спіну мають спільну систему власних функції.
Для z-вої компоненти оператора повного моменту матимемо
{\displaystyle m_{j}=m_{l}+m_{s}\!}
У випадку, коли орбітальне квантове число дорівнює l, а спінове квантове число s, можна побудувати (2l+1)(2s+1) добутків власних функцій із різними магнітними числами ml і ms. Ці функції зручно згрупувати таким чином, щоб визначити квантове число повного моменту j, яке може приймати значення від l+s до |l-s|. Для кожного j квантове число mj пробігає значення -j, -j+1, … j-1, j.
Власні функції оператора повного моменту є добутками власних функцій операторів кутового моменту й оператора спіну.
Наприклад, при l = 1 і s= 1/2, існує 3{\displaystyle \cdot } 2 =6 різних комбінацій ml (-1, 0,1) і ms (−1/2, 1/2).
Вони розбиваються на дві групи з j = 3/2 (mj = −3/2, −1/2, 1/2, 3/2) та j = 1/2 (mj = −1/2, 1/2).
Власне значення оператора квадрата повного моменту дорівнює j(j+1).

## Закон збереження
Загалом при врахування релятивістських ефектів, які призводять до спін-орбітальної взаємодії z-ва компонетна
оператора кутового моменту й оператора спіну не комутує із гамільтоніаном, тож власні значення цих операторів не є інтегралами руху.
Зберігається лише повний момент, тобто j та mj залишаються квантовими числами.